# Кривонос Семен Юрійович
Семен Юрійович Кривонос (16 січня 1983) — український держслужбовець, юрист, голова Державної інспекції архітектури та містобудування (з 20 травня 2021 року по 6 березня 2023 року). Директор НАБУ (з 6 березня 2023 року).

## Життєпис
Народився 16 січня 1983 року у Маріуполі.

### Освіта
У 2005 році закінчив Національний аграрний університет у Києві за спеціальністю «агрономія». У 2007 році закінчив Національну академію державного управління при Президентові України за спеціальністю «державне управління» та здобув кваліфікацію магістра державного управління. У 2010 році закінчив Національний університет біоресурсів і природокористування за спеціальністю «Правознавство», здобувши кваліфікацію спеціаліста права.
У 2018 році отримав свідоцтво про право на заняття адвокатською діяльністю.

### На державній службі
З 2007 — головний спеціаліст відділу у справах сім'ї та молоді управління у справах сім'ї, молоді та спорту Голосіївської районної адміністрації Києва.
З 2011 по 2015 роки працював в територіальних органах Міністерства юстиції в Одеській та Київській областях.

### Кримінальна справа за підкуп виборців
Семен Кривонос був обвинувачений у вчиненні злочину передбаченому ч. 3 ст. 157 КК України — перешкоджання вільному здійсненню громадянином свого виборчого права поєднані з підкупом і обманом вчинені за попередньою змовою групою осіб. Про це свідчить постанова Голосіївського районного суду м. Києва від 25 червня 2009 року.
Згідно з текстом рішення суду, Кривонос С.Ю. спільно з іншими учасниками злочину отримував десятки тисяч гривень для підкупу виборців — передавав гроші в обмін на згоду людей голосувати на виборах за “Блок Юлії Тимошенко”. Суд визнав, що Кривонос дійсно вчинив злочин, систематично передавав гроші для підкупу виборців, але звільнив його від покарання згідно З Законом України від 12.12.08р. “Про амністію” і на підставі того, що в нього на утриманні перебував малолітній хлопчик 2008 року народження. 

### Робота на Одеській митниці
Наприкінці 2015 року обійняв посаду першого заступника начальника Одеської митниці ДФС, де працював до 2016 року. На митниці у складі команди Міхеіла Саакашвілі координував роботу управління з протидії митним правопорушенням і курував економічний блок, основним напрямком діяльності якого був контроль митної вартості ввезених товарів. Реалізовував антикорупційний проєкт «Відкритий митний простір», спрямований на ліквідацію контрабандних схем.
У 2016 році Кривонос виграв конкурс на посаду директора Одеського територіального управління НАБУ. Від посади відмовився та повернувся працювати в митницю після розслідування його діяльності у матеріалі агенції журналістських розслідувань Слідство.Інфо, з якого стало відомо, що працюючи на держслужбі і маючи незначні доходи Кривонос з дружиною купити кілька земельних ділянок, приватний будинок і незадекларовану квартиру у Києві. Тодішній директор НАБУ Артем Ситник пізніше заявив, що перевірка не показала причетності Кривоноса до обставин, про які повідомили ЗМІ.

### Діяльність у міжнародних і громадських організаціях
Після звільнення з митниці працював старшим юридичним радником в Міжнародній організації з розвитку права (IDLO).
З 2020 року по 2021 рік був головою громадської організації «Офіс простих рішень та результатів». Брав участь у розробці концепцій низки реформ, які були презентовані під час засідань Національної ради реформ при Президентові України.

### Діяльність у ДІАМ
З травня 2021 року обіймає посаду Голови Державної інспекції архітектури та містобудування України (ДІАМ), створеної після ліквідації Державної архітектурно-будівельної інспекції.
Для формування штату новоутвореної установи було розпочато співробітництво з антикорупційними органами. Було підписано Меморандум про співпрацю та обмін інформацією щодо визначення корупційних ризиків при доборі кандидатів із Міністром розвитку громад та територій Олексієм Чернишовим та директором НАБУ Артемом Ситником.
1 лютого 2022 року за заявою Кривоноса детективи НАБУ і САП затримали представника однієї з київських будівельних компаній, який намагався дати голові ДІАМ хабар у 120 тисяч доларів. Особа прагнула отримати сертифікат про прийняття об'єкта в експлуатацію, незважаючи на порушення. Досудове розслідування наведених фактів детективи НАБУ розпочали у грудні 2021 року, наразі справа спрямована до Вищого антикорупційного суду.
Представники будівельних компаній високо оцінили роботу ДІАМ на чолі з Кривоносом. Схвальні відгуки надали такі відомі компанії як Dragon Capital, «ОККО», Fischer та ін. Швидкість видачі дозвільних документів відсутність корупції відзначили також у Європейській бізнес асоціації.

### Участь у конкурсі на посаду директора НАБУ
У 2022—2023 роках брав участь у конкурсі на посаду директора Національного антикорупційного бюро України (НАБУ). 6 березня Кабінет Міністрів України призначив його директором Національного антикорупційного бюро України. Семена Кривоноса було обрано під час прозорого конкурсу комісією, до складу якої входили також представники міжнародних організацій.

### Діяльність у НАБУ
Основним завданням на посаді Директора НАБУ Семен Кривонос визначив збереження незалежності, а також підвищення ефективності роботи НАБУ. Невдовзі після призначення нового директора НАБУ і САП задокументували отримання головою Верховного Суду В. Князєвим хабаря у близько 3 мільйони доларів. На брифінгу 16 травня директор НАБУ Семен Кривонос повідомив, що це — найбільш резонансна справа в історії роботи НАБУ та САП і найбільше викриття в судовій гілці влади. Князев виявився найвищим за статусом чиновником України, спійманим на хабарі. У подальшому у 2023 році НАБУ викрили високопосадовців Тернопільської облради та ОВА на вимаганні 2,4 млн грн, злочинну організацію в Фонді держмайна, яка заволоділа понад 500 млн грн та повідомили про підозру Коломойському і п'ятьом експрацівникам Приватбанку.
За результатами діяльності НАБУ у першому півріччі 2023 року детективи НАБУ та прокурори САП розпочали 286 нових розслідувань, повідомили про підозру 137 особам, до суду передано обвинувальні акти стосовно дій 147 людей. Серед підозрюваних у тому числі 11 вищих посадових осіб держави, 26 керівників державних підприємств та 7 суддів.
Семен Кривонос на посаді директора відомства розпочав адвокаційну кампанію щодо необхідності створення експертної установи при НАБУ для пришвидшення досудових розслідувань.
Також він наполягає на реалізації права НАБУ щодо прослуховування, передбаченого Меморандумом про економічну та фінансову політику з МВФ.

11 червня 2024 року за два тижні після публікації фактів про його підлеглого Гізо Углаву та витоки матеріалів розслідування з НАБУ та 4 дні після сюжету журналістів Bihus.info директор НАБУ Кривонос відповів на звинувачення журналістів: 
«За фактом витоку інформації розпочато саме досудове розслідування. Воно дає набагато більше інструментів для отримання доказів причетності тих чи інших посадових осіб до злочину, аніж внутрішнє службове розслідування». 

## Родина
Дружина — Галина Польшинська. Виховують двох дочок: Марі Анну (нар. 2014) і Аврору Надію (нар. 2017).